# International Financial Reporting Standard 15
Der International Financial Reporting Standard 15 – Erlöse aus Verträgen mit Kunden (IFRS 15) ist ein internationaler Rechnungslegungsstandard (IFRS) des International Accounting Standards Board (IASB), der die Vielzahl der bisher in diversen Standards und Interpretationen enthaltenen Regelungen zur Umsatzrealisierung zusammenführen wird.

## Entwicklung
Im Juni 2002 wurde ein Projekt zu Erlösen aus Verträgen mit Kunden in das Arbeitsprogramm des IASB aufgenommen und am 19. Dezember 2008 ein Diskussionspapier herausgegeben. Einigen Entwurfsfassungen im Jahr 2010 und 2011 folgt die Veröffentlichung von IFRS 15 am 28. Mai 2014. IFRS 15 ist auf Berichtsperioden anzuwenden, die am oder nach dem 1. Januar 2018 beginnen. Eine frühere Anwendung ist zulässig und wird empfohlen.

## Ersetzte Standards
Der neue einheitliche Standard IFRS 15 ersetzt die folgenden vorherigen Standards:
- IAS 11 Fertigungsaufträge
- IAS 18 Erlöse
- IFRIC 13 Kundenbindungsprogramme
- IFRIC 15 Vereinbarungen über die Errichtung von Immobilien
- IFRIC 18 Übertragungen von Vermögenswerten von Kunden
- SIC-31 Erträge – Tausch von Werbeleistungen

## Inhalte
IFRS 15 gibt vor, dass der Umsatz zu erfassen ist, der für die Übertragung von Gütern oder die Erbringung von Dienstleistungen an Kunden als Gegenleistung erwartet wird. Hierzu existiert ein fünfstufiges Rahmenmodell:
1. Identifizierung des Vertrags/der Verträge mit einem Kunden,
2. Identifizierung der eigenständigen Leistungsverpflichtungen in dem Vertrag,
3. Bestimmung des Transaktionspreises,
4. Verteilung des Transaktionspreises auf die Leistungsverpflichtungen des Vertrags,
5. Erlöserfassung bei Erfüllung der Leistungsverpflichtungen durch das Unternehmen.[1][3]

### Schritt 1: Identifizierung der Verträge mit einem Kunden
Verträge können schriftliche, mündliche oder durch die übliche Geschäftspraxis eines Unternehmens implizierte Vereinbarungen sein. In jedem Fall müssen sie jedoch durchsetzbar sein und wirtschaftliche Substanz aufweisen. Das Modell ist auf jeden Vertrag mit einem Kunden anzuwenden, sobald es „wahrscheinlich“ ist, dass ein Unternehmen die Gegenleistung, auf die es Anspruch hat, erhält. Bei der Beurteilung, ob ein Erhalt der Gegenleistung wahrscheinlich ist, muss ein Unternehmen sowohl die Fähigkeit als auch die Absicht des Kunden, die Gegenleistung bei Fälligkeit zu erbringen, berücksichtigen. Generell fallen Verträge dann in den Anwendungsbereich von IFRS 15, wenn:
- alle Parteien des Vertrags dem Vertrag zustimmen,
- die Rechte jeder Partei in Bezug auf die zu übertragenden Waren oder die zu erbringenden Dienstleistungen identifiziert werden können,
- die Zahlungsbedingungen für die zu übertragenden Waren oder die zu erbringenden Dienstleistungen identifiziert werden können,
- der Vertrag wirtschaftliche Substanz hat und
- es wahrscheinlich ist, dass die Gegenleistung, auf die das Unternehmen im Austausch für die Waren oder Dienstleistungen ein Anrecht hat, vereinnahmt wird.

Wenn ein Vertrag mit einem Kunden bis dato nicht alle der oben genannten Kriterien erfüllt, führt das Unternehmen regelmäßige Neubeurteilungen des Vertrags durch, um festzustellen, ab welchem Zeitpunkt er die oben genannten Kriterien erfüllt. Von dem Zeitpunkt an wendet das Unternehmen IFRS 15 auf den Vertrag an.
Ein Unternehmen kann zwei oder mehr Verträge, die gleichzeitig oder nahezu gleichzeitig mit demselben Kunden abgeschlossen werden, zusammenfassen und als einen einzigen Vertrag bilanzieren, sofern bestimmte Kriterien erfüllt werden.
Der Standard enthält umfassende Regelungen zu Änderungen von Verträgen. In Abhängigkeit von den spezifischen Fakten und Umständen ist eine Vertragsmodifikation entweder als separater Vertrag oder als Modifikation des ursprünglichen Vertrags zu bilanzieren.

### Schritt 2: Identifizierung der eigenständigen Leistungsverpflichtungen in dem Vertrag
Sobald ein Vertrag als solcher identifiziert wurde, hat ein Unternehmen die Vertragsbedingungen und üblichen Geschäftspraktiken zu überprüfen, um jene zugesagten Güter oder Dienstleistungen (bzw. ein Paket zugesagter Güter oder Dienstleistungen) zu identifizieren, die als separate Leistungsverpflichtungen zu erfassen sind. Ein Gut oder eine Dienstleistung ist einzeln abgrenzbar, wenn der Kunde das Gut oder die Dienstleistung entweder einzeln oder zusammen mit anderen jederzeit verfügbaren Ressourcen nutzen kann und das Gut oder die Dienstleistung von anderen Zusagen im Vertrag abgegrenzt werden kann.

### Schritt 3: Bestimmung des Transaktionspreises
Der Transaktionspreis ist die Gegenleistung, die ein Unternehmen erwartungsgemäß vom Kunden für die Übertragung von Waren oder die Erbringung von Dienstleistungen erhalten wird. In Fällen, in denen ein Vertrag Elemente mit variabler Gegenleistung (z. B. Rabatte, Skonti) enthält, schätzt das Unternehmen den Betrag der variablen Gegenleistung, den das Unternehmen im Rahmen des Vertrags erwartungsgemäß erhalten wird.

### Schritt 4: Verteilung des Transaktionspreises auf die Leistungsverpflichtungen des Vertrags
Wenn ein Vertrag mehrere Leistungsverpflichtungen umfasst, verteilt das Unternehmen den Transaktionspreis auf die Leistungsverpflichtungen des Vertrags auf Basis der Einzelveräußerungspreise. Bei der Festlegung des Einzelveräußerungspreises hat ein Unternehmen auf
beobachtbare Daten zurückzugreifen, sofern vorhanden. Sollten Einzelveräußerungspreise nicht direkt beobachtbar sein, hat ein Unternehmen auf Schätzungen zurückzugreifen, die auf mit vertretbarem Aufwand verfügbaren Informationen beruhen. Hierzu gibt es verschiedene Schätzmethoden, wobei der Standard keine Schätzmethode bevorzugt.

### Schritt 5: Erlöserfassung bei Erfüllung der Leistungsverpflichtungen durch das Unternehmen
Erlöse werden erfasst, wenn die Verfügungsmacht eines Gutes oder einer Dienstleistung übergeht, was entweder zu einem bestimmten Zeitpunkt oder über einen Zeitraum hinweg erfolgen kann.

### Vertragskosten
Kosten zur Erlangung eines Vertrags sind als Vermögenswert zu aktivieren, wenn das Unternehmen die Erstattung in der Zukunft erwartet und diese Kosten ohne den Vertrag nicht angefallen wären. In der Folge werden die Kosten über den Leistungszeitraum amortisiert.

### Darstellung im Abschluss
Verträge mit Kunden werden im Abschluss eines Unternehmens in der Bilanz als passiver Vertragsposten, aktiver Vertragsposten oder als Forderung ausgewiesen. Dies ist abhängig vom Verhältnis zwischen der Leistung des Unternehmens und der Zahlung des Kunden. Ein passiver Vertragsposten wird in der Bilanz ausgewiesen, wenn der Kunde einen Betrag der Gegenleistung bereits gezahlt hat, bevor das Unternehmen die entsprechenden Waren übertragen oder Dienstleistungen erbracht hat. Wenn dagegen das Unternehmen Waren oder Dienstleistungen an den Kunden übertragen bzw. erbracht hat und der Kunde den entsprechenden Betrag der Gegenleistung noch nicht gezahlt hat, wird ein aktiver Vertragsposten oder eine Forderung in der Bilanz ausgewiesen. Aktive Vertragsposten und Forderungen werden nach IFRS 9 Finanzinstrumente bilanziert.

## Anwendungsumfang
IFRS 15 ist auf alle Kundenverträge mit Ausnahme der folgenden Verträge anzuwenden:
- Leasingverhältnisse, die unter IAS 17 [ab dem 1. Januar 2019 IFRS 16]  Leasingverhältnisse fallen,
- Finanzinstrumente und andere vertragliche Rechte oder Pflichten, die unter IFRS 9 Finanzinstrumente, IFRS 10 Konzernabschlüsse, IFRS 11 Gemeinsame Vereinbarungen, IAS 27 Separate Abschlüsse oder IAS 28 Anteile an assoziierten Unternehmen und Joint Ventures fallen,
- Versicherungsverträge gemäß IFRS 4 Versicherungsverträge
- nicht finanzielle Tauschgeschäfte zwischen Unternehmen in derselben Branche, die darauf abzielen, Veräußerungen an Kunden oder potentielle Kunden zu erleichtern.